# Casillas (Ávila)
Casillas ist ein zentralspanischer Ort und eine Gemeinde (Municipio) mit 669 Einwohnern (Stand: 2024) in der Provinz Ávila in der Autonomen Region Kastilien-León. 

## Lage und Klima
Casillas liegt auf der Ostseite der Sierra de Gredos am südlichen Rand der Provinz Ávila in einer Höhe von ca. 855 m. Die Entfernung nach Ávila beträgt knapp 30 km (Fahrtstrecke) in nordnordöstlicher Richtung. Das Klima ist gemäßigt bis warm; der Regen (ca. 473 mm/Jahr) fällt mit Ausnahme der trockenen Sommermonate übers Jahr verteilt.

## Bevölkerungsentwicklung
| Jahr      | 1970 | 1981 | 1991 | 2001 | 2011 | 2021 |
| Einwohner | 1328 | 1113 | 1001 | 818  | 808  | 635  |

## Sehenswürdigkeiten
- Antoniuskirche
- Heimatmuseum

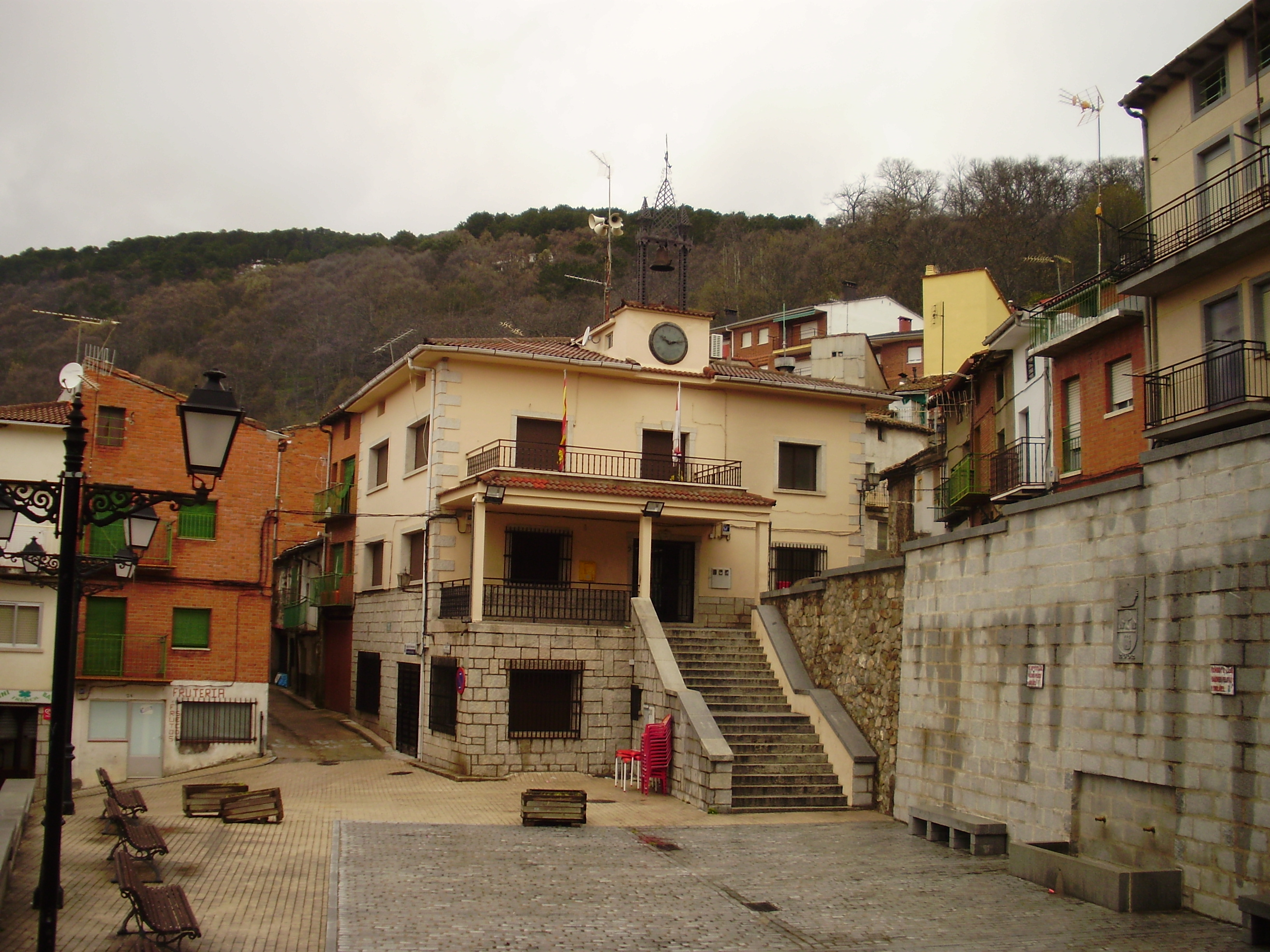
Rathaus

## Persönlichkeiten
- Eulalio García (* 1951), Radrennfahrer